# وليام ستولتزفوس
وليام أ. ستولتزفوس الابن (ولد في 3 نوفمبر 1924) دبلوماسي وموظف خدمة خارجية أمريكي.

## النشأة
ولد ستولتزفوس في بيروت في عام 1924. والده كان مينوناتي من ولاية أوهايو ووالدته مشيخية من مينيابوليس. عمل والده مديرا لمدرسة أطفال في حلب بسوريا ثم في وقت لاحق رئيس كلية بيروت للبنات. درس ستولتزفوس في حلب قبل أن يذهب إلى مدرسة الجالية الأميركية في بيروت حيث تعلم اللغة العربية والفرنسية في سن مبكرة. في الخامسة عشر عاد إلى الولايات المتحدة للانتساب في أكاديمية ديرفيلد ثم في وقت لاحق في جامعة برينستون.
في عام 1943 غادر ستولتزفوس برينستون ليصبح طيارا في سلاح الجو الأمريكي. عاد إلى جامعة برنستون في نهاية الحرب العالمية الثانية وانتسب في كلية وودرو ويلسون للشؤون العامة. بعد تخرجه في عام 1949 فشلت ستولتزفوس في محاولته الأولى في امتحان الخدمة الخارجية. يعود السبب إلى أن قضائه طفولته في الخارج جعل معرفته بجغرافيا الويات المتحدة ضعيفة.

## السيرة الدبلوماسية
كانت أولى مهمات ستولتزفوس في الإسكندرية بمصر حيث عمل كضابط اقتصادي وبالتحديد في إنتاج الكتان وغيره من الموارد الطبيعية. بعد كتابته عدة تقارير اقتصادية في بنغازي بليبيا تم تعيينه سفيرا إلى الكويت حيث ساعد اللاجئين الفلسطينيين في طلب تأشيرة دخول إلى الولايات المتحدة. كتب عدة تقارير سياسية في جدة ودمشق وعدن قبل أن يتم تعيينه سفيرا لدى سلطنة عمان وقطر والبحرين في عام 1972. في عام 1974 عاد إلى الكويت سفيرا مجددا. في عام 1976 تقاعد من السلك الدبلوماسي وتوجه إلى قطاع البنوك.

## التسلسل الزمني للخدمة
| المنصب                           | البلد المستضيف أو المنظمة            | الفترة        |
| -------------------------------- | ------------------------------------ | ------------- |
| الخدمة الخارجية للولايات المتحدة | الإسكندرية، مصر                      | 1950 إلى 1952 |
| الخدمة الخارجية للولايات المتحدة | بنغازي، ليبيا                        | 1952 إلى 1954 |
| الخدمة الخارجية للولايات المتحدة | الكويت، الكويت                       | 1954 إلى 1956 |
| الخدمة الخارجية للولايات المتحدة | دمشق، سوريا                          | 1956 إلى 1957 |
| الخدمة الخارجية للولايات المتحدة | جدة، السعودية                        | 1957 إلى 1959 |
| الخدمة الخارجية للولايات المتحدة | عدن، اليمن                           | 1959 إلى 1961 |
| الخدمة الخارجية للولايات المتحدة | أديس أبابا، إثيوبيا                  | 1966 إلى 1968 |
| سفير الولايات المتحدة            | مسقط، عمان (تفويضه إلى البحرين وقطر) | 1972 إلى 1974 |
| سفير الولايات المتحدة            | الكويت، الكويت                       | 1974 إلى 1976 |